# سرابیط الخادم

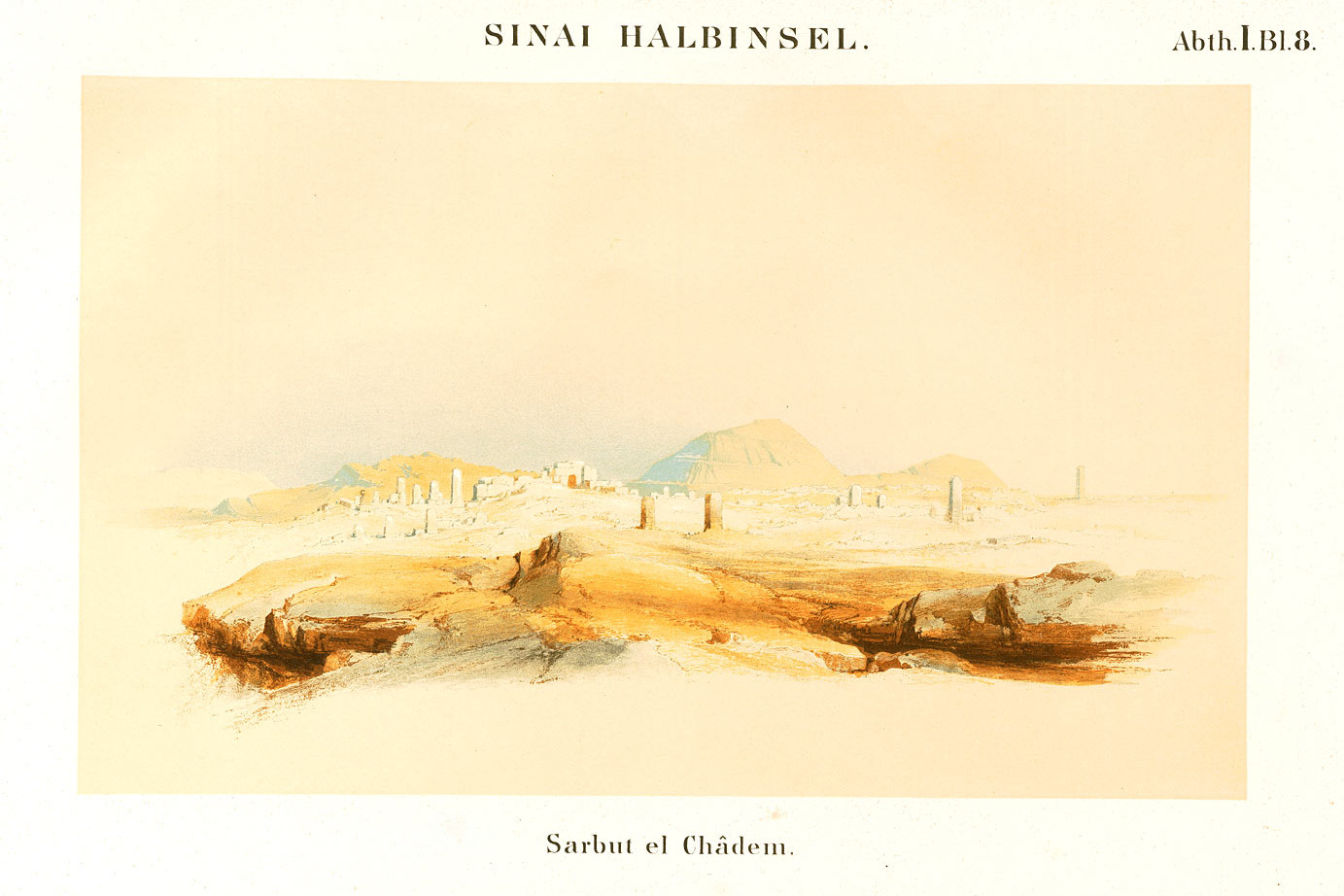

سرابیط الخادم (عربی: سرابيط الخادم) منطقه‌ای است که در جنوب غرب شبه جزیره سینا در همسایگی شهر ابوزنیمه با فاصله تقریبی ۸۰ کیلومتری از راس سدر واقع شده‌است. عملیات حفاری در این منطقه برای یافتن آثار تاریخی توسط سر فلندرز پتری در این منطقه برای دستیابی به پادگانهای التعدین قدیمی و همین‌طور معبد حتحور شروع گردید، الهه حتحور یک الهه قدیمی مصری است که مصریها در قدیم او را حامی صحرای سرابیط الخادم که مسیر رسیدن به آن بسیار سخت بود می‌دانستند و از این بابت این الهه را می‌پرستیدند، منطقه و صحرای سرابیط الخادم در بالای یک تپه قرار دارد که بالا رفتن و رسیدن به آن از تمامی جهات سخت و دشوار است، آثار تاریخی و همچنین معادنی که در این منطقه وجود دارد در بالای سطح گسترده این تپه مرتفع قرار دارد. در این منطقه مجسمه‌ها و نقاشی‌های زیادی کشف شده‌است که نام فراعنه مختلف را با خود دارند مانند سنفرو از خاندان چهارم فراعنه و فرعون منتوحتب سوم و فرعون منتوحتب چهارم از فراعنه خاندان یازدهم ویک نقاشی بنام سنوسرت اول و اسم پدرش آمنمهات اول. اما مشهورترین آثار در این منطقه عبارت است از معبد حتحور و نقاشی‌هایی سینایی که دیگری که در سال ۱۹۰۵ کشف شده‌است که بنام نقاشی‌های سینایی شناخته و نامیده می‌شود.

## معبد و پرستشگاه الهه حتحور

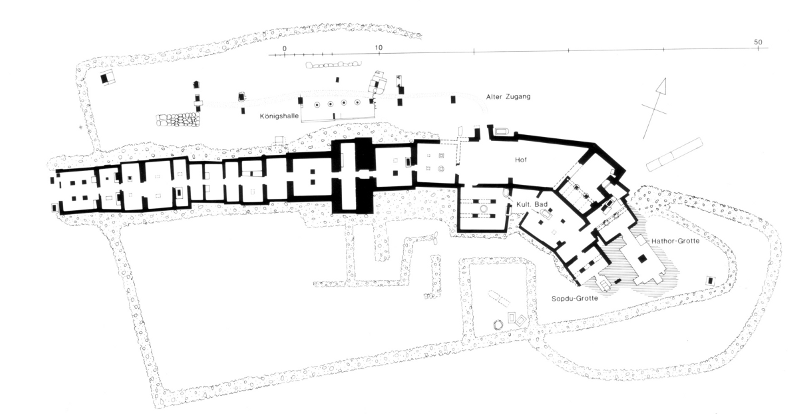
معبد حتحور در سرابیط الخادم

این معبد در بالای تپه‌ای که از جنس سنگهای رملی است، در ارتفاع ۱۲۰۰ متری از سطح دریا قرار دارد. طول معبد تقریباً ۸۰ متر و عرض آن تقریباً برابر با ۳۵ متر می‌باشد و بالای همین کوه و در نزدیکی همین معبد تعدادی معدن سنگ فیروزه قرار دارد که این معادن تعداد زیادی نقاشی‌های بسیار مهم را در خود ذخیره و نگهداری کرده‌است. در سمت غرب این معبد منازل و خانه‌های کارگران که به شکل دایره ای و به صورت خشن و زمختی از سنگهای منطقه ساخته شده‌است قرار دارد. در این منازل بعضی از وسایل زندگی روزمره در گذشته پیدا شده‌است. این معبد خاص پرستش الهه حتحور بوده‌است.

### ویژگی‌ها

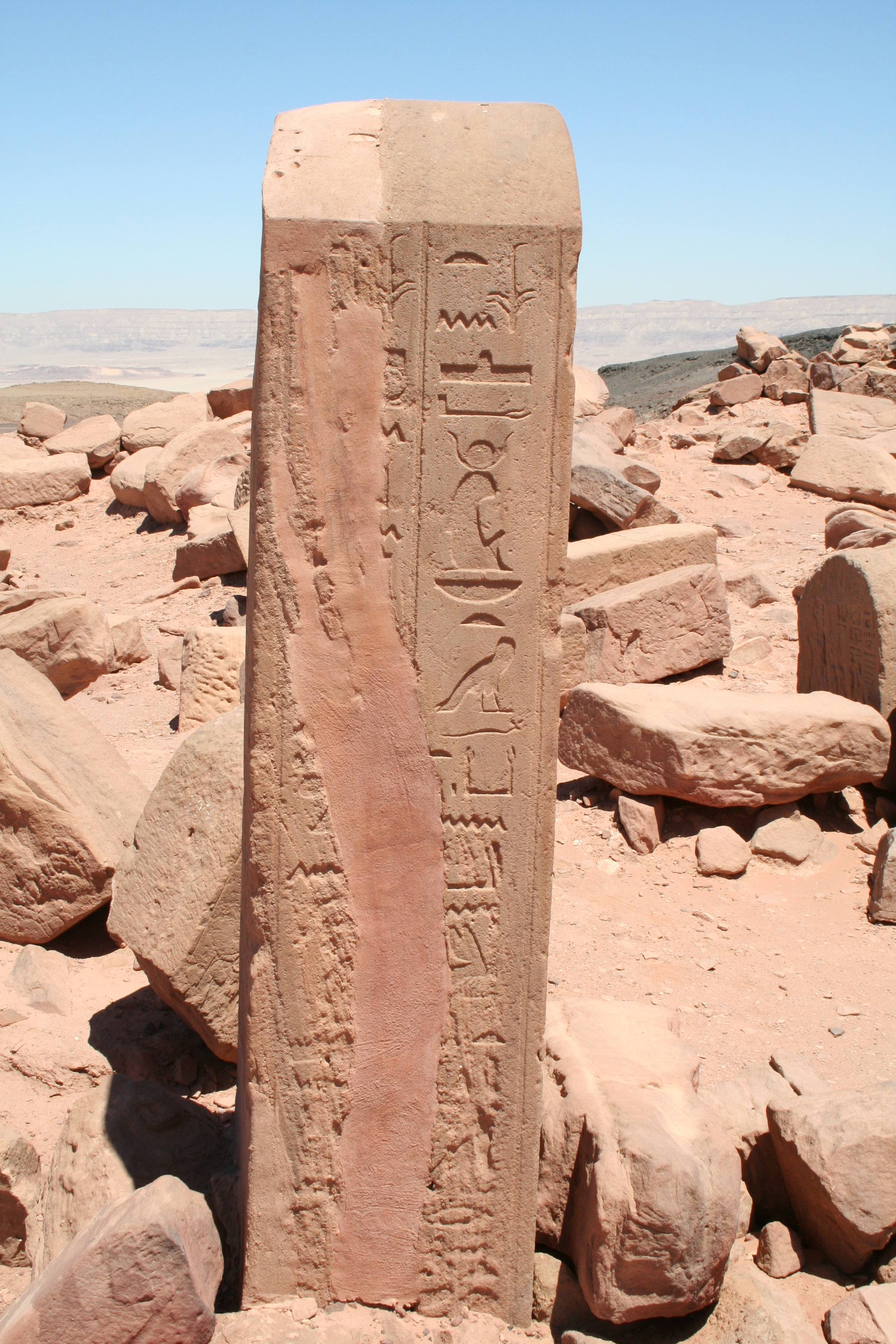
باقیمانده معبد حتحور در سرابیط الخادم

این معبد شامل یک حجره و اتاق نیز برای عبادت و پرستش الهه سوبد نیز بوده‌است. همچنین دارای سه ورودی برای داخل شدن میهمانان است، ورودی اصلی از سمت مرغزار و چمنزار العیر است، ورودی دوم از سمت دره الخصیف و ورودی سوم از سمت دره الطلیحه است. ورودی اصلی شامل دو لوحه و نقاشی بوده‌است که یکی از آن‌ها مربوط دوره فرعون رامسس دوم و دومی مربوط به دوره و عهد فرعون ست نخت اولین فرعون خاندان بیستم است. بعد از ورودی اصلی مجموعه از حیاط‌ها قرار دارد که هر کدام دارای تعداد اتاق می‌باشد که در دوره فرعون توتمس سوم ساخته شده‌است، این مجموعه بدون التزام به طراحی که در معبد بکار برده شده‌است ساخته شده‌است، این اتاق‌ها هر کدام شامل اسم فراعنه‌ای است که در زمان خودشان به این منطقه هیئت اعزام کرده‌اند و همین‌طور اسامی روسای این هیئت‌های اعزامی که به این منطقه روانه و اعزام شده‌اند. این معبد به‌طور گسترده‌ای خراب شده‌است به‌طور خاص در زمانی که اسرائیل صحرای سینا را اشغال کرده بود، کما اینکه بعضی از عناصر معماری و ساختمانی این معبد و همین‌طور بعضی از لوحه‌های نقاشی و نوشته شده و مجسمه‌ها را از این مکان به اسرائیل منتقل نمود.

### دوران باستان
هنگامیکه مصریها در عهد قدیم (دوران باستان) طلا و فیروزه و سنگهای گرانبهای دیگر را در سینا کشف کردند، فرعون آمنمهات اول نیم میلیون جنیه برای ترمیم و بازسازی معبد حتحور در سرابیط الخادم هزینه نمود، بعد از آن فرعون سنوسرت اول از حاکمان خاندان دوازدهم حکومت میانی در مصر اقدام به ساختن معبد برای عبادت و پرستش الهه حتحور الهه و بانوی فیروزه اقدام کرد. بعد از آن این معبد در طی عصرهای متمادی با ساختن بناها و ساختمان‌های اضافه شده به معبد مواجه بود، این معبد از غاری که برای الهه حتحور در کوه کنده شده‌است و مقدس‌ترین مکان معبد محسوب می‌شود شروع شده‌است، بعد از آن یک اتاق دیگر برای عبادت حتحور ساخته شده‌است بعد از آن اسم بسیاری از فراعنه در معبد بر روی نقاشی و بر روی صخره‌ها نیز نیایش‌هایی که برای این الهه انجام می‌شد نقش بسته‌است. تعداد نقاشی‌ها و نوشته‌هایی که در سرابیط الخادم پیدا شده‌است بالغ بر ۳۸۷ عدد می‌باشد که مربوط به دوران حکومت‌های میانی و جدید در مصر می‌باشد. این تعداد نقاشی و نوشته‌ها شامل تمامی نقوش و نوشته‌های معبد نمی‌شود برای اینکه در معدن‌ها نیز نوشته‌هایی وجود داشته ولی این معدن‌ها جزو اموال فرعون محسوب می‌شد و توسط هیئت‌های اعزامی فراعنه که توسط بلند مرتبه‌ترین کارمند وی ریاست می‌شد، این معدن‌ها کنترل می‌شد، نوشته‌ها و نقاشی‌ها در معادن تماماً اسم فراعنه مختلف و همین‌طور رئیس هیئتهای اعزامی فراعنه و کارمندان بلندپایه وی شامل می‌شد،

### دوره جدید
در دوران دولت جدید فرعون (حکومت فراعنه در مصر به سه دوره تقسیم می‌شود، دوره حکومت باستان که شامل فراعنه ای است که حالت و گونه ای اساطیری دارند، دوره میانی و دوره جدید، در هر دوره‌ای نیز خاندانهای مختلف فراعنه بر مصر حکومت می‌کرده‌اند که این خاندانها در تاریخ به‌نام مثلاً خاندان دهم فراعنه شناخته می‌شوند، «این نکاتی است که در تمام نوشته‌ها در مورد مصر به‌چشم می‌خورد») فرعون آمنهوتپ اول اقدام به بازسازی هر چیزی که از این بنا خراب شده بود نمود، به‌طور خاص نشیمنگاه و هال این عبادتگاه که دارای ستون بود را بازسازی کرد. کما اینکه یک مجسمه از الهه حتحور برای تطهیر زائرین درست کرد، بعد از آن فرعون آمنمهات دوم اجزای دیگری به این ساختمان اضافه نمود، در دوره دو فرعون آمنمهات سوم و چهارم دو مجسمه از الهه سید و الهه حتحور در این محل ساخته شد، در زمان و دوره دو فرعون توتمس سوم حتشبسوت تعدادی سالن در جلوی محل قدس الاقداس (مقدسترین مکان معبد) ساخته شد و به این معبد اضافه گردید، بعد از وی در زمان زمامداری فرزند وی آمنهوتپ دوم نیز تعدادی سالن دیگر به این محل اضافه گردید، در دوره حکومت آمنهوتپ سوم تعداد ۶ اتاق در این معبد ساخته شد و به ساختمان معبد اضافه گردید. در دوره حکومت خاندان فراعنه هجدهم بر مصر همه فراعنه این خاندان توجه ویژه‌ای به این منطقه و سرابیط الخادم مبذول داشتند و این توجه و اهتمام در دوران توتمس سوم و حتشبسوت و آمنهوتپ سوم و سیتی اول و رامسس دوم و رامسس ششم ادامه پیدا کرد، بطوریکه تعداد نقوش و نوشته‌ها در سرابیط الخادم بالغ بر ۳۸۷ عدد گردید.

## الفبای سینایی
در سال ۱۹۰۵ میلادی وقتی که دانشمند باستان‌شناس انگلیسی بتری در حین کار باستانشناسی در معبد سرابیط الخادم و در غارها و معادن فیروزه این منطقه کار می‌کرد توانست تعداد ۱۲ نقاشی و نوشته پیدا کند که نوشته‌های آن شناخته شده نبود و بعضی از علامتهای بکارگرفته شده در این نوشته‌ها مشابه علامت‌های هیروگلیفی بود، و زمان نگارش و نوشتن آن‌ها به دوران توتمس سوم و حتشبسوت برمی‌گشت. در سال‌های بعد هیئت‌های باستانشناسی اعزام شده به این منطقه و گسترش کار کاوش و باستانشناسی در این منطقه این هیئت‌ها توانستند ۲۵ نقش و نوشته دیگر را در این منطقه پیدا بکنند. کاوشگران و پژوهشگران و باستانشناسان بر این علامت‌ها نام الفبای سینایی نام نهادند، علت این نامگذاری برای این بود که سرزمین سینا سرزمینی بود که این نوشته‌ها در آن کشف و مشاهده و ثبت شده بود. این علامت‌ها و نوشته این موضوع را در مصر قدیم برای ما روشن می‌ساخت که این علامت‌ها مربوط به مصر قدیم و همین‌طور مشابه بعضی از علامت‌هایی است که مردم سامی در خاورمیانه از آن استفاده می‌کردند به این اعتبار که سینا نقطه برخورد و سرزمینی بوده‌است که مردم آسیا از آن عبور می‌کردند.
بنظر می‌رسد که بعضی از کارگران سامی به صورت هیئتی برای کار یا تجارت از فلسطین به این منطقه می‌آمدند، بعد از بررسی‌های بیشتر روی این نوشته‌ها مشخص شد که این نوشته‌ها در اصل الفبای فنیقی می‌باشد که اصل آن نیز الفبای یونانی و لاتینی بوده‌است که هر دوی آن‌ها الفبای اروپایی عصر جدید و حاضر می‌باشند.